# UNU (album)
UNU – drugi album studyjny polskiego zespołu Perfect, wydany w 1982 roku. Tytuł płyty pochodził od charakterystycznych oznaczeń tablic rejestracyjnych samochodów wojskowych wszechobecnych na polskich ulicach podczas stanu wojennego, który obowiązywał w czasie nagrywania albumu, zaczynających się właśnie od liter UNU. Realizacja nagrań: Wojciech Przybylski i Jarosław Regulski. 
Album doczekał się wielu wznowień na płycie CD (pierwsze kompaktowe wydanie ukazało się w 1991 nakładem macierzystej wytwórni Tonpress) i kilku na kasecie MC. W 2024 ukazał się po raz pierwszy w formacie SACD.

## Lista utworów
Strona 1
1. „Co za hałas – co za szum” (muz. i sł. Z. Hołdys) – 3:39
2. „Druga czytanka dla Janka” (muz. Z. Hołdys – sł. B. Olewicz) – 3:30
3. „Idź precz” (muz. Z. Hołdys - sł. B. Olewicz) – 3:24
4. „Pocztówka do państwa Jareckich” (muz. Z. Hołdys – sł. B. Olewicz) – 4:56
5. „Autobiografia” (muz. Z. Hołdys – sł. B. Olewicz) – 4:33

Strona 2
1. „A kysz – biała mysz” (muz. i sł. Z. Hołdys) – 4:01
2. „Nie bój się tego wszystkiego” (muz. i sł. Z. Hołdys) – 4:55
3. „Wyspa, drzewo, zamek” (muz. Z. Hołdys – sł. B. Olewicz) – 3:28
4. „Chce mi się z czegoś śmiać” (muz. Z. Hołdys – sł. B. Olewicz) – 3:13
5. „Objazdowe nieme kino” (muz. Z. Hołdys – sł. B. Olewicz) – 4:49

Bonusy (tylko na CD wydanym przez firmę Tonpress)
1. „Moja magiczna różdżka” (muz. Z. Hołdys – sł. B. Olewicz) – 4:20
2. „Zamieniam się w psa” (muz. Z. Hołdys - sł. B. Olewicz) – 6:06
3. „Dla zasady nie ma sprawy” (muz. Z. Hołdys – sł. B. Olewicz) – 5:51
4. „Chcemy być sobą” (muz. i sł. Z. Hołdys) – 5:26
5. „Nie płacz Ewka” (muz. Z. Hołdys – sł. B. Olewicz) – 5:36

Bonusy (na SACD)
1. „Moja magiczna różdżka” (muz. Z. Hołdys – sł. B. Olewicz) – 4:20
2. „Zamieniam się w psa” (muz. Z. Hołdys - sł. B. Olewicz) – 6:06
3. „Dla zasady nie ma sprawy” (muz. Z. Hołdys – sł. B. Olewicz) – 5:51

## Twórcy
- Zbigniew Hołdys – gitara, śpiew
- Grzegorz Markowski – śpiew
- Andrzej Nowicki – gitara basowa
- Piotr Szkudelski – perkusja
- Andrzej Urny – gitara